# Plaža Kupari
Plaža Kupari je plaža smještena u nekadašnjem vojnom odmaralištu u mjestu Kupari, oko 6 kilometara udaljenom od Dubrovnika u pravcu istoka.
Plaža Kupari je većim dijelom šljunčana, dok manji dio zauzima betonsko pristanište za manje brodove. Jedan dio plaže prema Titovoj vili se sastoji od stijena, a bio je namijenjen nudistima.
Prije Domovinskog rata plaža je bila opremljena svim sadržajima, ali je tijekom rata skoro u potpunosti devastirana. Odmah iznad plaže Kupari se nalaze hoteli Grand, Goričina i Pelegrin, koji ni do danas nisu obnovljeni.
Plaža je nakon rata djelomično uređena i opremljena osnovnim sadržajima.